# 34-та паралель південної широти
34-та паралель південної широти — лінія широти, що лежить на 34 градуси південніше земної екваторіальної площини. Вона проходить через Атлантичний океан, Африку, Індійський океан, Австралазію, Тихий океан та Південну Америку.
На цій широті під час літнього сонцестояння сонце видно 14 годин 28 хвилин, а під час зимового сонцестояння — 9 годин 50 хвилин. 21 грудня максимальна висота Сонця становить 79°, а 21 червня — 32°. На південь від цієї широти протягом всього року на небі можна спостерігати Південний Хрест.

## Список географічних об'єктів, що перетинає 34° пд. ш.
Починаючи з Гринвіцького меридіану та рухаючись на схід, 34-та паралель південної широти проходить через:
| Координати                                                   | Країна, територія або море | Примітки |
| ------------------------------------------------------------ | -------------------------- | --- |
| 34°0′ пд. ш. 0°0′ сх. д. / 34.000° пд. ш. 0.000° сх. д.      | Атлантичний океан          | |
| 34°0′ пд. ш. 18°20′ сх. д. / 34.000° пд. ш. 18.333° сх. д.   | ПАР                        | Західнокапська провінція — проходить через Кейптаун                                                                                                 |
| 34°0′ пд. ш. 23°30′ сх. д. / 34.000° пд. ш. 23.500° сх. д.   | Індійський океан           | |
| 23°45′ пд. ш. 18°20′ сх. д. / 23.750° пд. ш. 18.333° сх. д.  | ПАР                        | Східнокапська провінція |
| 34°0′ пд. ш. 24°56′ сх. д. / 34.000° пд. ш. 24.933° сх. д.   | Індійський океан           | Затока Святого Франциска[en] |
| 23°45′ пд. ш. 25°19′ сх. д. / 23.750° пд. ш. 25.317° сх. д.  | ПАР                        | Східнокапська провінція — проходить через Гебеху |
| 34°0′ пд. ш. 25°41′ сх. д. / 34.000° пд. ш. 25.683° сх. д.   | Індійський океан           | |
| 34°0′ пд. ш. 115°0′ сх. д. / 34.000° пд. ш. 115.000° сх. д.  | Австралія                  | Західна Австралія |
| 34°0′ пд. ш. 119°48′ сх. д. / 34.000° пд. ш. 119.800° сх. д. | Індійський океан           | |
| 34°0′ пд. ш. 122°6′ сх. д. / 34.000° пд. ш. 122.100° сх. д.  | Австралія                  | Західна Австралія – проходить через мис Ле-Гранд[en]                                                                                                |
| 34°0′ пд. ш. 122°17′ сх. д. / 34.000° пд. ш. 122.283° сх. д. | Індійський океан           | |
| 34°0′ пд. ш. 123°10′ сх. д. / 34.000° пд. ш. 123.167° сх. д. | Австралія                  | Західна Австралія – проходить через мис Арід[en] |
| 34°0′ пд. ш. 123°13′ сх. д. / 34.000° пд. ш. 123.217° сх. д. | Індійський океан           | Велика Австралійська затока |
| 34°0′ пд. ш. 135°15′ сх. д. / 34.000° пд. ш. 135.250° сх. д. | Австралія                  | Південна Австралія – проходить через півострів Ейр                                                                                                  |
| 34°0′ пд. ш. 136°29′ сх. д. / 34.000° пд. ш. 136.483° сх. д. | Індійський океан           | Затока Спенсер |
| 34°0′ пд. ш. 137°32′ сх. д. / 34.000° пд. ш. 137.533° сх. д. | Австралія                  | Південна Австралія Новий Південний Уельс — проходить південніше Сіднея                                                                              |
| 34°0′ пд. ш. 151°15′ сх. д. / 34.000° пд. ш. 151.250° сх. д. | Тихий океан                | Проходить північніше островів Трьох Королів[en], Нова Зеландія Проходить південніше острова Александра Селькірка[en], Чилі                          |
| 34°0′ пд. ш. 71°54′ зх. д. / 34.000° пд. ш. 71.900° зх. д.   | Чилі                       | О'Хіггінс Столичний регіон Сантьяго — приблизно на 7 км О'Хіггінс — приблизно на 2 км Столичний регіон Сантьяго О'Хіггінс Столичний регіон Сантьяго |
| 34°0′ пд. ш. 69°51′ зх. д. / 34.000° пд. ш. 69.850° зх. д.   | Аргентина                  | Мендоса Сан-Луїс Кордова Санта-Фе Буенос-Айрес |
| 34°0′ пд. ш. 58°22′ зх. д. / 34.000° пд. ш. 58.367° зх. д.   | Уругвай                    | Проходить через Лагуну-Негра |
| 34°0′ пд. ш. 53°31′ зх. д. / 34.000° пд. ш. 53.517° зх. д.   | Атлантичний океан          | |